# Наколінок

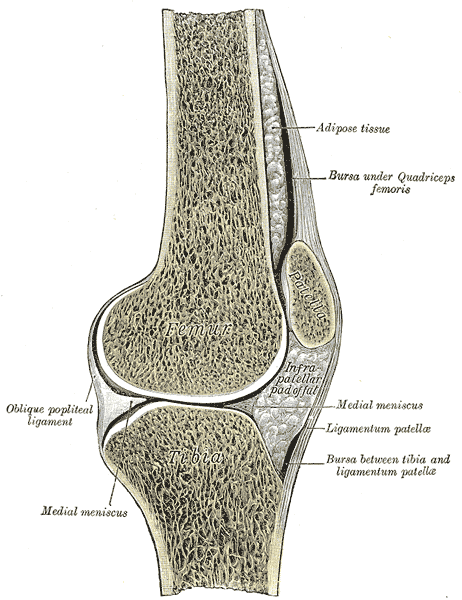
Коліно людини

Наколі́нок, надколінок, надколінник, колінна чашечка (лат. patella) — найбільша сесамоподібна кістка. За формою нагадує заокруглений трикутник, верхівка якого обернена вниз, а основа — вгору. Передня поверхня кістки нерівна, а суглобова поверхня поділена поздовжнім виступом на дві площини: меншу — присередню та більшу — бічну. Це має значення для визначення правого чи лівого наколінка.